# 施密特冰川
53°3′S 73°24′E / 53.050°S 73.400°E
施密特冰川（德語：Schmidt-Gletscher），是南極洲的冰川，位於澳大利亞海外領地赫德島西部，長1.3公里，北面是鮑迪辛冰川，南面是瓦塞爾冰川，在1902年由德國探險隊繪入地圖。